# (18510) Chasles
(18510) Chasles (1996 SN) – planetoida z grupy pasa głównego asteroid okrążająca Słońce w ciągu 4,35 lat w średniej odległości 2,66 j.a. Odkryta 16 września 1996 roku.